# Seututie 955
Pour les articles homonymes, voir Route 955.
La route régionale 955 (finnois : Seututie 955) est une route régionale allant de Kittilä à Inari en Finlande.

## Description
La route régionale 955 allant de Könkä à Kittilä jusqu'au village d'Inari. 
La longueur de la route est de 165 kilomètres. 
La route est la route la plus septentrionale reliant les parties orientale et occidentale de la Laponie finlandaise et elle traverse des zones très peu peuplées.
D'autre part, la route fait partie de la route la plus courte et la plus rapide entre Kirkenes ou Vadsø en Norvège et des villes comme Oslo, Luleå ou Stockholm.
Cependant, le volume du trafic routier est très faible, généralement environ 100 à 300 véhicules par jour. La partie la plus méridionale de la route de Könkä à Hanhimaa est légèrement plus fréquentée en raison de la mine d'or de Kittilä.

## Parcours et croisements
- Kittilä
  - Köngäs (seututie 956)
  - Rautuskylä
  - Hanhimaa
  - Vierelä
  - Korpela
  - Nilipirtti
  - Pokka
- Inari
  - Ivalon Matti
  - Repojoki
  - Hirvassalmi
  - Menesjärvi
  - Solojärvi
  - Inari (valtatie 4)

## Distances
| Sirkka     | 20 km  | Sirkka |        |        |            |       |
| Köngäs     | 28 km  | 8 km   | Köngäs |        |            |       |
| Pokka      | 86 km  | 66 km  | 58 km  | Pokka  |            |       |
| Menesjärvi | 157 km | 137 km | 129 km | 71 km  | Menesjärvi |       |
| Inari      | 193 km | 173 km | 165 km | 107 km | 36 km      | Inari |